# Alyksandr Ankwab
Alyksandr Zolotinska-ipa Ankwab (abchaziska: Алықьсандр Золотинска-иҧа Анқәаб; georgiska: ალექსანდრე ანქვაბი, Aleksandre Ankvabi; ryska: Александр Золотинскович Анкваб, Aleksandr Zolotinskovitj Ankvab) född 26 december 1952 i Suchumi. Ankwab var Abchaziens president mellan 2011 och 2014. Han var innan dess tillförordnad president, vilket han blev efter att den förre presidenten Sergej Bagapsj avled den 29 maj 2011. Ankwab tillhör det politiska partiet Aitaira.
Ankwab agerade president fram till dess att presidentvalet i Abchazien 2011 hållits den 26 augusti 2011. Innan Ankwab tillträdde som president var han premiärminister, posten till vilken han tillsatts av den dåvarande presidenten Sergej Bagapsj den 14 februari 2005. Ankwab ställde upp i presidentvalet, och vann det med 54,86% av folkets röster, alltså något mer än de 50% som krävs för att en andra valomgång inte skall behöva utlysas. Han utsågs till premiärminister igen den 23 april 2020.

### Fotnoter
1. ↑  ”Moskva tar avsked av Sergej Bagapsj”. Rysslands röst. 30 maj 2011. Arkiverad från originalet den 25 maj 2012. http://archive.is/2012.05.25-153512/http://swedish.ruvr.ru/2011/05/30/51037750.html. (svenska)
2. ↑  ”Вице-президент Анкваб станет главой Абхазии на время болезни Багапша” (på ryska). RIA Novosti. 21 maj 2011. http://www.rian.ru/politics/20110521/377944720.html.
3. ↑  ”Президент Абхазии Сергей Багапш умер в Москве” (på ryska). RIA Novosti. 29 maj 2011. http://www.rian.ru/incidents/20110529/381317641.html.
4. ↑  ”Александр Анкваб набрал 54,86 % голосов избирателей”. Apsnypress. 27 augusti 2011. Arkiverad från originalet den 5 april 2012. https://web.archive.org/web/20120405165953/http://apsnypress.info/news/4103.html. (ryska)